# Влада Милоша Трифуновића
Влада Милоша Трифуновића је била влада Краљевине Југославије у егзилу од 26. јуна до 10. августа 1943.

## Историја
Председник Краљевске владе Слободан Јовановић поднео је оставку своје владе 18.6.43. Краљ је уважио ову оставку и извршио консултовања вођа политичких странака. После обављених консултовања Краљ је поверио мандат за образовање нове владе Јовану Бањанину, који је вратио мандат после неостварене мисије. Затим је мандат добио Милош Ст. Бобић који такође није могао да остварити поверену му мисију, те је вратио примљени мандат. После ових неостварених покушаја, мандат за образовање нове владе добио је Милош Трифуновић који је 26.6.1943. образовао владу.

## Чланови владе
| Функција                                                                   | Слика            | Име и презиме       | Детаљи        |
| -------------------------------------------------------------------------- | ---------------- | ------------------- | ------------- |
| Председник Министарског савета и Министар унутрашњих послова               |                  | Милош Трифуновић    |               |
| I Потпредседник Министарског савета и Министар пошта, телеграфа и телефона |                  | Јурај Крњевић       |               |
| II Потпредседник Министарског савета                                       |                  | Слободан Јовановић  |               |
| III Потпредседник Министарског савета и Министар грађевина                 |                  | Миха Крек           |               |
| Министар иностраних послова                                                |                  | Милан Грол          |               |
| Министар просвете                                                          |                  | Борис Фурлан        |               |
| Министар просвете                                                          |                  | Миха Крек           | заступник     |
| Министар војске, ваздухопловства и морнарице                               |                  | Драгољуб Михаиловић |               |
| Министар војске, ваздухопловства и морнарице                               |                  | Петар Живковић      | заступник     |
| Министар саобраћаја                                                        |                  | Милош Ст. Бобић     |               |
| Министар правде                                                            | Милан Гавриловић | Милан Гавриловић    |               |
| Министар финансија и Министар трговине и индустрије                        |                  | Јурај Шутеј         |               |
| Министар пољопривреде и Министар снабдевања и исхране                      |                  | Бранко Чубриловић   |               |
| Министар пољопривреде и Министар снабдевања и исхране                      | Милан Гавриловић | Милан Гавриловић    | заступник     |
| Министар шума и рудника                                                    |                  | Јован Бањанин       | до 29.6.1943  |
| Министар шума и рудника                                                    |                  | Петар Живковић      | заступник     |
| Министар шума и рудника                                                    |                  | Богољуб Јевтић      | од 21.7.1943. |
| Министар социјалне политике и народног здравља                             |                  | Божидар Влајић      |               |
| Министар без портфеља                                                      |                  | Петар Живковић      |               |